# Jack Ryan
Jack Ryan är en fiktiv person skapad av Tom Clancy. Han förekommer i 18 av Clancys romaner, och i ytterligare ett antal romaner som skrivits av fem andra författare under franchiseavtal. Jack Ryan förekommer också i film- och tv-produktioner.

## Biografi
Enligt Clancy är Ryans fullständiga namn John Patrick Ryan. Han var son till polismannen och andra världskrigsveteranen Emmet William Ryan.
Ryan hade en bra skolgång och gick på Boston College och gick sedan med i USA:s marinkår. Han blev plutonchef men hans karriär blev kortvarig då hans helikopter havererade i havet utanför Kreta.
När han hade återhämtat sig tog han jobb på en Wall Street-firma i Baltimore. Han blev god vän med en Mr. Muller och blev förälskad i dennes dotter Caroline (även kallad för Cathy), och gifte sig med henne.
Efter en mystisk regeringsaffär blev Ryan erbjuden att börja jobba för CIA, men han tackade nej. Han höll dock kontakten med chefen för CIA, Amiral James Greer. När Jack Ryan och hans familj var i London blev de vittnen till en ULA-attack (ULA är en fiktiv utbrytargrupp från IRA) mot prinsessan Diana och prins Charles. I och med detta blev Jack Ryan adlad av Englands drottning och är i England känd som Sir John Patrick. IRA-mannen som ledde gruppen, Sean Millers yngre bror avled efter att Ryan lagt sig i attentatet. Miller sökte hämnd och jagade efter Ryan tillbaka till USA.
Dessa händelser ledde till att Ryan tog jobb som analytiker på CIA. Hans första uppdrag blev att rädda en familj avhoppare från KGB:s dödspatrull, en så kallad 'Red Rabbit'. Mannen i familjen hade information om en KGB-kupp att mörda påven. Ryan lyckades delvis avvärja attentatet mot påven i Vatikanstaten.
Sedan blev Ryan inblandad i 'jakten på Röd Oktober' vilket ledde till att han blev god vän med ubåtskaptenen Marko Ramius. Kort därefter blev han sänd till Moskva för att hålla konferenser med olika KGB-män. Istället blev Ryan indragen i en operation där avhoppare, spioner och rymdprogrammet spelade en stor roll.
Under en semester från Kalla kriget började Ryan att intressera sig för knarktrafiken från Colombia och USA. Samtidigt dog James Greer av cancer och Ryan blev plötsligt chef på CIA.
Tillsammans med John Clark åkte Ryan ned till Colombia för att rädda en mystisk amerikansk attackstyrka som utfört attentat mot knarksyndikat. Men hans privatliv började sakta slås i spillror när terrorister hotade med att detonera en kärnvapenbomb i Denver under Super Bowl för att utlösa ett krig mellan Ryssland och USA. Med enorm tur lyckades Ryan avvärja hotet om krig men inte hotet om en kärnvapenexplosion på amerikansk mark. Ryan tog en lång semester från CIA för att tillbringa tid med sin familj.
Några år senare slutade Ryan som chef på CIA och började som konsult åt presidenten. Samtidigt startar en konflikt mellan Japan och USA som övergår i ett fullskaligt krig. Efter en skandal med den dåvarande vice-presidenten blir Ryan erbjuden hans jobb. Men under ett regeringsmöte i Washington DC styrde en japansk kapten som förlorat sin bror och son i kriget en Boeing 747 rakt in i Kapitolium, dödade presidenten och nästan alla stabsmedlemmar. Jack Ryan blir president. I rollen som USA:s president lyckades han få slut på kriget mellan Japan och USA men mer händelser skulle ta fart. Ryssland och Kina startade ett öppet krig som sakta kunde ha utvecklats till ett tredje världskrig. En robot skickades iväg mot Washington D.C. för att förinta staden och president Ryan men roboten missade sitt mål. Ryan lyckades till slut avvärja denna strid.

## I film och TV
I de fem filmerna om Jack Ryan som har kommit ut så har Ryan spelats av fyra skådespelare: 
- Alec Baldwin - Jakten på Röd Oktober
- Harrison Ford - Patrioter och Påtaglig fara
- Ben Affleck - The Sum of All Fears
- Chris Pine - Jack Ryan: Shadow Recruit

I TV-serien från 2018 spelas rollen av John Krasinski.

## Tidslinje
Böckernas interna kronologi skiljer sig från böckernas publiceringsordning. Här presenteras böckerna i den ordning de utspelar sig:
- 1970 - Utan misskund [a]
- 1981 - Patrioter
- 1982 - Red Rabbit
- 1982 - Jakten på Röd Oktober
- 1987 - Kardinalen i Kreml
- 1988 - Påtaglig fara
- 1991 - Summan av skräck
- 1992 - Hedersskuld
- 1993 - Presidentens order
- 2000 - Täcknamn: Rainbow
- 2001 - Björnen och draken
- 2003 - Tigerns käftar
- 2010 - Död eller levande

## Fotnoter
1. ↑  Utan misskund handlar egentligen om John Clark och hans tidiga karriär men Jack Ryan dyker upp på ett hörn eftersom hans far, Emmet Ryan, har en viktig roll.